# 宇宙超級無敵大狂歡巡迴演唱會
宇宙超級無敵大狂歡巡迴演唱會（英語：UNDER UNIVERSE），是中國歌手王源舉辦的第三次巡迴演唱會，巡演主題歌曲為王源所參與創作的個人單曲《宇宙超級無敵大》。
2025年3月24日，宣布第三次巡迴演唱會主題《宇宙超級無敵大狂歡》即將舉行。4月23日，公開《宇宙超級無敵大狂歡巡迴演唱會》首站6月28日、6月29日於廣州大學城體育中心體育場開始巡迴。

## 官方發售
- 王源音樂IP形象 - HUG基礎款毛絨掛件及毛絨公仔
- 王源演唱會應援棒 - 宇宙超級無敵棒

## 演出日曆
| 場次   | 日期/開演時間         | 地點                         | 售票平台                              | 演出時長  | 演出曲目 | 嘉賓   |
| ------ | --------------------- | ---------------------------- | ------------------------------------- | --------- | -------- | ------ |
| 廣州站 | 6/28 18:30 6/29 18:30 | 廣州大學城體育中心體育場     | - 大麥網 - 貓眼APP - 票無憂微信小程序 | 約150分鐘 | 30首     | 不適用 |
| 杭州站 | 7/12 19:30            | 杭州奧體中心體育場           | - 大麥網 - 貓眼APP                    | 約150分鐘 | 32首     | 薛之謙 |
| 重慶站 | 7/26 19:00            | 重慶市奧林匹克體育中心體育場 | - 大麥網 - 貓眼APP - 攜程             | 約150分鐘 | 34首     | 周傳雄 |
| 太原站 | 8/9 19:30             | 山西體育中心體育場           | - 大麥網 - 貓眼APP - 攜程 - 黑貓票務  | 約150分鐘 | 31首     | 林宥嘉 |
| 北京站 | 8/29 8/30             | 北京國家體育場               | - 大麥網 - 貓眼APP - 攜程 - 巢票賽演  | 約150分鐘 |          |        |
| 南昌站 |                       |                              |                                       | 約150分鐘 |          |        |
| 廈門站 | 10/4                  | 廈門白鷺體育場               |                                       | 約150分鐘 |          |        |

## 演出曲目

### 2025年6月28日 廣州站首場/ 6月29日 廣州站第二場
1. 《宇宙超級無敵大》
2. 《客廳狂歡》
3. 《吆不到台》
4. 《天亮一起追太陽》
5. 《這裡》
6. 《瘋人公園》
7. 《Sleep》
8. 《圓舞曲》
9. 《Back to life》
10. 《魚缸旅館》
11. 《空白格》/《唯一》
12. 組曲：《多雲轉晴又轉陰》《我們都會變成雨降落》《我在屋頂等雨也等你》
13. 《流星也為你落下來了》
14. 《四百擊》
15. 《奇妙直播頻道》
16. 《彩虹雲朵》
17. 點歌：《因為遇見你》/《小小孩》
18. 《如果我們不曾相遇》/《下一個天亮》
19. 《姑娘》
20. 《你的名字是世界瞞著我最大的事情》
21. 《世界上沒有真正的感同身受》
22. 《一樣》
23. 《源》
24. 《滾燙的青春》
25. 《我可以自己點燃火炬》
26. 《日落可以慢半拍》
27. ENCORE：《天使》
28. ENCORE：《驕傲》

### 2025年7月12日 杭州站
1. 《宇宙超級無敵大》
2. 《客廳狂歡》
3. 《吆不到台》
4. 《天亮一起追太陽》
5. 《這裡》
6. 《瘋人公園》
7. 《Sleep》
8. 《圓舞曲》
9. 《Back to life》
10. 《魚缸旅館》
11. 《夜間游泳池》
12. 組曲：《多雲轉晴又轉陰》《我們都會變成雨降落》《我在屋頂等雨也等你》
13. 《流星也為你落下來了》
14. 《四百擊》
15. 《奇妙直播頻道》
16. 《彩虹雲朵》
17. 《只要有想見的人，就不是孤身一人》
18. 嘉賓合唱 薛之謙：《像風一樣》
19. 嘉賓舞台 薛之謙：《遲遲》
20. 《姑娘》
21. 《你的名字是世界瞞著我最大的事情》
22. 《世界上沒有真正的感同身受》
23. 《一樣》
24. 新歌首唱：《牧童》
25. 《源》
26. 《滾燙的青春》
27. 《我可以自己點燃火炬》
28. 《日落可以慢半拍》
29. ENCORE：《天使》
30. ENCORE：《驕傲》

### 2025年7月26日 重慶站
1. 《宇宙超級無敵大》
2. 《客廳狂歡》
3. 《吆不到台》
4. 《天亮一起追太陽》
5. 《這裡》
6. 《瘋人公園》
7. 《Sleep》
8. 《圓舞曲》
9. 《Back to life》
10. 《魚缸旅館》
11. 《夜間游泳池》
12. 組曲：《多雲轉晴又轉陰》《我們都會變成雨降落》《我在屋頂等雨也等你》
13. 《流星也為你落下來了》
14. 《四百擊》
15. 《奇妙直播頻道》
16. 《彩虹雲朵》
17. 組曲：《旋木》《我的童年》
18. 嘉賓合唱 周傳雄：《青花》
19. 嘉賓舞台 周傳雄：《冬天的秘密》
20. 《姑娘》
21. 《你的名字是世界瞞著我最大的事情》
22. 《世界上沒有真正的感同身受》
23. 《一樣》
24. 《牧童》
25. 《源》
26. 《滾燙的青春》
27. 《我可以自己點燃火炬》
28. 《日落可以慢半拍》
29. 新歌首唱：《別回家了》
30. ENCORE：《天使》
31. ENCORE：《驕傲》

### 2025年8月9日 太原站
1. 《宇宙超級無敵大》
2. 《客廳狂歡》
3. 《吆不到台》
4. 《天亮一起追太陽》
5. 《這裡》
6. 《瘋人公園》
7. 《Sleep》
8. 《圓舞曲》
9. 《Back to life》
10. 《夜間游泳池》
11. 嘉賓合唱 林宥嘉：《魚缸旅館》
12. 嘉賓合唱 林宥嘉：《歌迷》
13. 嘉賓合唱 林宥嘉：《成全》
14. 《流星也為你落下來了》
15. 《四百擊》
16. 《奇妙直播頻道》
17. 《彩虹雲朵》
18. 《花瓣》
19. 《姑娘》
20. 《你的名字是世界瞞著我最大的事情》
21. 新歌首唱：《浪漫星球》
22. 《世界上沒有真正的感同身受》
23. 《一樣》
24. 《牧童》
25. 《源》
26. 《滾燙的青春》
27. 《我可以自己點燃火炬》
28. 《日落可以慢半拍》
29. 《別回家了》
30. ENCORE：《天使》
31. ENCORE：《驕傲》

## 外部連結
- 王源宇宙超級無敵大狂歡巡迴演唱會